# Jutta Krüger
Jutta Krüger   (Lankwitz, 22 d'agost de 1932), de casada Neumann, és una atleta alemanya, ja retirada, especialista en el llançament de javelina, que va competir durant la dècada de 1950.
El 1952 va prendre part en els Jocs Olímpics d'Estiu de Hèlsinki, on fou vuitena en la prova del llançament de javelina del programa d'atletisme.
En el seu palmarès destaca una medalla de bronze en la prova del llançament de javelina del Campionat d'Europa d'atletisme de 1958 i els campionats de la República Federal Alemanya de 1952, 1954 i 1958.

## Millors marques
- Llançament de javelina. 54,66 metres (1958)[1][4]